# Sky Radio Group
Sky Radio Group was een keten van radiozenders in Nederland. De radiogroep was in handen van Talpa Radio dat voor 77% in het bezit was van Talpa Holding en voor 23% van de Telegraaf Media Groep NV. Vereniging Veronica heeft haar 10% belang op 21 januari 2016 verkocht. De Telegraaf Media Groep heeft begin 2016 aangekondigd dat Sky Radio Group zal fuseren met de 538 Groep. Dit betekent dat er een nieuwe radiogroep komt waarin Talpa de controle zal verkrijgen met 77 % en Telegraaf Media Groep 23 % zal hebben. Sinds 1 oktober 2016 vormen ze officieel een gezamenlijk bedrijf. Na de volledige overname door Talpa in december 2017, is Sienna Holding BV volledig ontmanteld.
In Nederland is de Sky Radio Group naast de hoofdzender Sky Radio ook eigenaar van Radio Veronica en was tevens korte tijd verkoper van reclamezendtijd op Kink FM. Het inmiddels opgedoekte Kink FM was onderdeel van de Vereniging Veronica. Het opgeheven HitRadio was ook onderdeel van Sky Radio Group. Classic FM was tot oktober 2016 ook onderdeel van Sky Radio Group, maar is onderdeel van Telegraaf Media Groep gebleven totdat deze op 1 november Classic FM verkocht aan Bakker Oosterbeek Beheer BV.

## Geschiedenis
Van 1 oktober t/m 27 december 2006 verzorgde de Sky Radio Groep het kabelsignaal van de voormalige nederpopzender RTL FM, de laatste periode onder de noemer RTL FM presenteert Sky Radio The Christmas Station. Het kabelnet van RTL FM BV werd daarna overgenomen en de BV werd omgedoopt in Hitradio BV. Eind 2006 werd op dit kanaal TMF Radio gestart, tot november 2008 een joint venture van Sky Radio met MTV Networks BV. Sinds 1 oktober 2008 is dit station volledig van Sky Radio Groep. Op 3 april 2009 werd de naam van TMF Radio gewijzigd in TMF HitRadio. Op 1 november 2009 wijzigde de naam van dit radiostation opnieuw, dit keer in HitRadio. HitRadio brengt non stop hitmuziek.
Op zondag 21 augustus 2005 berichtte The Sunday Express dat de News Corporation Sky Radio Groep (inclusief Veronica en Classic FM) te koop had gezet voor een bedrag van € 295 miljoen. De Britse divisie van Sky Radio Ltd. leed in het boekjaar 2005 een verlies van ongeveer £ 6.5 miljoen. De berichtgeving was destijds niet officieel bevestigd door News zelf. In februari 2006 nam een consortium van De Telegraaf Media Groep NV en Vereniging Veronica samen met ING alle aandelen over. Medio 2007 nam de Telegraaf Media Groep het deel van ING over waarmee de uitgever 85 % van het bedrijf in handen kreeg. Per 21 januari 2016 had Telegraaf Media Groep 100% van de groep in handen, na de terugtrekking van de Vereniging Veronica. Sinds 1 oktober is Sienna Holding BV (het bedrijf achter de Sky Radio Group) samen met de toenmalige 538 Groep van Talpa één bedrijf geworden, deze joint venture tussen de Talpa en TMG hield stand tot 1 december 2017, wanneer Talpa Network alle aandelen in de Sky Radio Group over had genomen, welke al sinds januari van dat jaar was onderbracht in de Talpa Radio organisatie, is Sienna Holding definitief opgehouden te bestaan.

## Radiozenders
- Sky Radio
- Radio Veronica
- Classic FM

## Internetradiokanalen
Naast de online luistermogelijkheden van de drie radiozenders biedt de Sky Radio Group nog enkele radiokanalen aan die alleen via het internet te beluisteren zijn:
- Sky Radio LoveSongs
- Sky Radio Dance Classics
- Sky Radio NL
- Sky Radio Christmas
- Sky Radio Summerhits
- Veronica Top 1000 Allertijden
- Veronica Rock Radio
- HitRadio Veronica

In 2011 begon de Sky Radio Group met de ontwikkeling van MyRadio, een online platform voor gepersonaliseerde radio. MyRadio biedt ca. 25 stations gebaseerd op uiteenlopende genres, van Urban tot Indie en van Pop tot Opera. De stations zijn samengesteld en worden onderhouden door music directors, experts in elk genre uit de Nederlandse radiowereld.
De gebruiker kiest een station, waarna MyRadio een playlist samenstelt volgens radiotradities. De luisteraar kan tracks liken, disliken of skippen ('nu even niet'). MyRadio past op basis van die signalen de playlist aan op de smaak van de gebruiker door onder meer artiest- en trackkeuze, mood en energy van het station bij te sturen. Elk station wordt zo volledig gepersonaliseerd. Daarnaast kan een gebruiker eigen stations maken door twee tot acht basisstations te combineren met vrij instelbare onderlinge verhoudingen. Ook die persoonlijke stations worden tijdens het luisteren steeds automatisch aangepast aan het gedrag van de luisteraar.
In november 2012 is MyRadio publiek gelanceerd. In de eerste helft van 2013 zijn alle internetstations van de Sky Radio Group een voor een ondergebracht bij MyRadio, zodat die stations ook gepersonaliseerd kunnen worden. Enige uitzondering is het Veronica Top 1000 Allertijden station, dat een vaste playlist heeft (de laatste editie van de Top 1000 Allertijden, gespeeld in de volgorde van de lijst) en zich daardoor niet leent voor personalisatie. Eind 2015 is Sky Radio Group gestopt met My Radio, dat geen succes is geworden.